# Bloc primaire numérique
Pour les articles homonymes, voir BPN.
Un Bloc Primaire Numérique ou BPN est, en télécommunication, un mode de transmission faisant partie de la hiérarchie numérique plésiochrone (Plesiochronous Digital Hierarchy - PDH). Il est aussi nommé « liaison MIC » ou lien E1 dans la terminologie anglophone « E-carrier ».
Les communications peuvent être regroupées en blocs primaires numériques ou BPN (30 ou 31 canaux de communications à 64 kb/s), en blocs secondaires numériques ou BSN (120 communications), en blocs tertiaires numériques (480 communications), puis en blocs quaternaires numériques (1920 communications).